# Jazz manouche

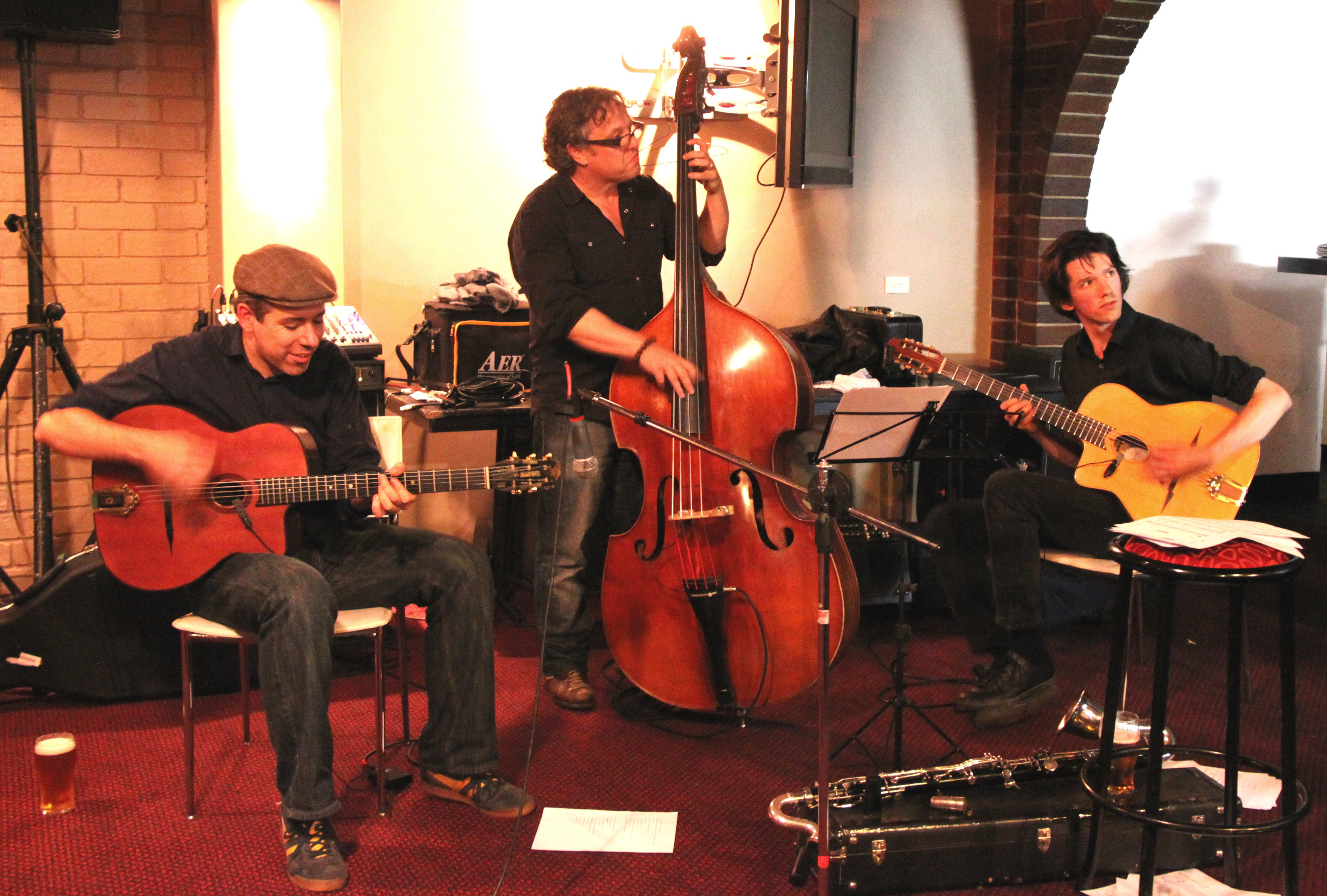
Il trio Jon Delaney nel 2011. Consisteva di due chitarristi acustici e un contrabbassista.

Il jazz manouche  (anche noto come gypsy jazz, gypsy swing o hot club jazz) è uno degli stili del jazz sviluppato dal chitarrista Jean "Django" Reinhardt, del clan Sinti Manouche, a Parigi negli anni '30.
Si definisce jazz manouche quello stile musicale melodico cadenzato in cui trovano la massima espressione gli strumenti a corda (chitarre, bassi, violini...), tipico delle band gitane. Questo genere musicale trae la sua origine dall'esperienza artistica del chitarrista Django Reinhardt, che ne è considerato l'ideatore e il massimo esponente: egli ha reso possibile l'unione tra l'antica tradizione musicale gitana del ceppo dei Manouches e il jazz americano.
Il frutto di questa unione è un genere che coniuga la sonorità e la creatività espressiva dello swing degli anni trenta con il filone musicale del valse musette francese ed il virtuosismo eclettico gitano.
Il Gypsy jazz o jazz manouche ha continuato per tutto il corso del secolo scorso ed ancora oggi. Tra i contemporanei della sfera tipicamente tzigana vi sono: Bireli Lagrene, Angelo Debarre, Stochelo Rosenberg, Jimmy Rosenberg, Joscho Stephan e Frank Vignola.

## Storia e caratteristiche
Lo stile è molto simile allo swing americano degli anni venti/trenta suonato più comunemente con un'orchestra. I due generi, pur sviluppandosi in periodi contemporanei e somigliandosi, hanno origini ben differenti: lo stile americano è infatti attestato nei luoghi che successivamente ne seguiranno le tracce e vi saranno legati per tradizione (ad esempio New York, New Orleans). Uno dei suoi maggiori esponenti, Duke Ellington collaborò proprio col fondatore ufficiale del Manouche, ovvero il tuttora insuperato Django Reinhardt. Questo chitarrista di origine belga apparteneva ad una famiglia nomade che, alla fine dei suoi numerosi viaggi, si stabilì con la propria carovana a Parigi. Da tale circostanza nacque la tesi del cosiddetto "genere zingaro", sostenuta anche da studiosi contemporanei. La critica, tuttavia, propende per la derivazione del Manouche dal jazz-swing con influenze folk, spagnole (il flamenco) e altre successive incontrate dai vari artisti lungo il loro percorso. Le regole musicali di base sono quelle della musica conosciuta, sostanzialmente come avviene nel jazz, mentre l'improvvisazione non è di tipo modale (ovvero non ricorre prevalentemente alle scale) ma si realizza a partire dagli accordi e utilizzando in prevalenza arpeggi. Il modo di suonare risulta quindi tonale e i cromatismi sono impiegati per legare, mantenendo in tal modo un sound che appare un mix tra un approccio più sanguigno e uno più riflessivo. La chitarra ritmica che accompagna, detta "pompe", ha una caratteristica pennata miscelata ad una stoppata di corde che dà nome al tipico accompagnamento manouche; si tratta di una tecnica che permette ad una o più chitarre di sostituire la sezione ritmica.
Django Reinhardt era il più famoso di un gruppo di chitarristi gitani che lavoravano a Parigi dagli anni '30 agli anni '50. Il gruppo comprendeva i fratelli Baro, Sarane e Matelo Ferret e il fratello di Django, Joseph "Nin-Nin" Reinhardt .
Molti musicisti jazz gitani hanno lavorato a Parigi in famosi gruppi di musette in cui lo strumento principale era in genere la fisarmonica con accompagnamento di banjo, quest'ultimo suonato con un plettro per volume. Elementi di entrambi gli strumenti compaiono nel suono del jazz gitano, con arpeggi e decorazioni tipici dei fisarmonicisti trasferiti alla chitarra e un attacco con la mano destra applicato alla chitarra acustica solista per raggiungere il massimo volume in un'era di amplificazione elettrica scarsa o assente. Altri elementi del suono dell'ensemble includevano l'uso esclusivo di strumenti a corda, il che era insolito ai suoi tempi.
L'assenza di strumenti a percussione e batteria di ottone era una novità nel contesto jazz (dove erano comuni le sezioni di corno e i solisti di corno), così come l'uso del contrabbasso, che aveva preso il posto del sousafono per suonare le linee di basso. L'assenza di batteria è stata compensata da uno stile ritmico di accompagnamento di chitarra chiamato "la pompe" ("la pompa") che ha fornito sia il ritmo che la struttura armonica per i solisti. Il jazz gitano può essere eseguito su chitarre soliste con o senza contrabbasso. Ma nella Quintette du Hot Club de France, gli assoli si alternano tra Reinhardt alla chitarra e il violinista jazz Stéphane Grappelli. Le versioni successive della Quintette includevano il clarinetto o il sassofono come strumenti solisti alternativi alla chitarra, e questi sono talvolta presenti negli ensemble jazz gitani contemporanei al posto del violino, sebbene ovviamente si discostino dal formato "solo corde".

## Storia

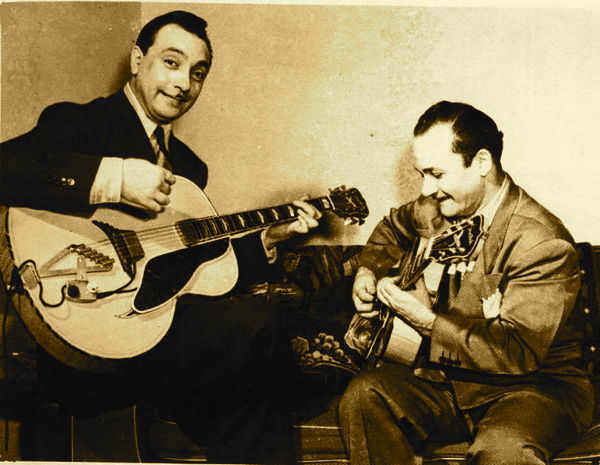
I fratelli Reinhardt svilupparono il nucleo dello stile jazz gitano.

Il jazz gitano è stato detto anche "swing gitano" per riferirsi alla musica influenzata più dal jazz che dallo stile swing o hot club iniziato da Reinhardt. Dopo aver ascoltato la musica ragtime e la musica Dixieland, Reinhardt ascoltò Duke Ellington, Joe Venuti e Eddie Lang, e in particolare Louis Armstrong attraverso la collezione di dischi del pittore Émile Savitry a Tolone, in Francia, nel 1931. Dopo che Reinhardt incontrò il violinista Stéphane Grappelli, suonarono insieme in modo informale quando non suonavano musica da ballo con una piccola orchestra all'Hôtel Claridge di Parigi durante l'estate del 1934. Secondo il resoconto di Michael Dregni, Grappelli suonava un coro, poi Reinhardt iniziò a improvvisare. A volte erano accompagnati al contrabbasso da Louis Vola, il leader della band, e alla chitarra ritmica dal fratello di Reinhardt, Joseph. Questo era il nucleo della band di Reinardt. L'aggiunta di Roger Chaput alla chitarra ritmica ne fece la Quintette du Hot Club de France.
Questa formazione classica, con occasionali cambi di appartenenza al contrabbasso e alla chitarra ritmica, entrò nello studio di registrazione più tardi quell'anno. Registrarono ampiamente fino allo scoppio della guerra nel 1939, quando la Quintette era in tournée in Inghilterra. Reinhardt tornò a Parigi mentre Grappelli rimase a Londra per tutta la durata della guerra. Dopo la guerra, si riunirono a Londra e registrarono con una sezione ritmica inglese. I giorni dell'hot club erano finiti, poiché entrambi gli uomini avevano seguito percorsi musicali indipendenti. Reinhardt si era spostato verso in un suono di chitarra elettrica influenzato dal bebop. I suoi figli, Lousson e Babik, suonavano uno stile influenzato dal jazz americano. Il classico stile swing gitano (acustico, tutto-corde, niente batteria) di è conservato tra i gitani in Belgio, Francia, Germania e Paesi Bassi come uno stile folk in omaggio a Django Reinhardt. Questo stile è riapparso negli anni '60 nella band tedesca Schnuckenack Reinhardt e dagli anni '70 nella musica del gruppo belga Waso e del chitarrista Fapy Lafertin, del musicista francese Raphaël Faÿs, del chitarrista olandese Stochelo Rosenberg e del chitarrista alsaziano Biréli Lagrène. Può essere visto anche nella famiglia Ferré (Furetto). Matelo Ferret e suo fratello Baro avevano suonato con Reinhardt. I figli di Matelo, Boulou ed Elios Ferré, sono musicisti della tradizione jazz gitana.
Dopo anni passati a suonare jazz in stile caffè con un pianista e una sezione ritmica convenzionale, il violinista Grappelli iniziò a suonare nel 1973 con il supporto di chitarre acustiche e contrabbasso su iniziativa di Diz Dizley. La popolarità di Grappelli ha suscitato l'interesse per il jazz gitano tra i musicisti che erano troppo giovani per aver conosciuto la Quintette prebellica di Django Reinhardt. A partire dagli anni '30, la Quintette ispirò gli imitatori, come le registrazioni del 1939 dello Svenska Hotkvintetten in Svezia. Negli anni 2010, come in passato, lo stile jazz gitano viene trasmesso da una generazione all'altra nelle comunità rom, i bambini imparano dai loro parenti in tenera età, in grado di padroneggiare le basi quasi prima di poter tenere una normale chitarra nelle loro mani.

## Strumentazione e formazione
La Quintette du Hot Club de France ha suonato acusticamente senza un batterista, facilitando l'uso della chitarra acustica come strumento principale. Chitarra e violino sono ancora i principali strumenti solisti, anche se a volte vengono utilizzati clarinetto, sassofono, mandolino e fisarmonica. La chitarra ritmica è suonata usando una tecnica percussiva distinta, "la pompe", che essenzialmente sostituisce la batteria. La maggior parte dei chitarristi jazz gitani, solisti e ritmici, suona una versione del design di chitarra Selmer-Maccaferri preferito da Reinhardt. Gli ensemble mirano a un suono acustico anche quando si eseguono concerti amplificati, e jam session informali in piccoli locali come l'annuale festival Django Reinhardt a Samois-sur-Seine fanno parte della scena. 

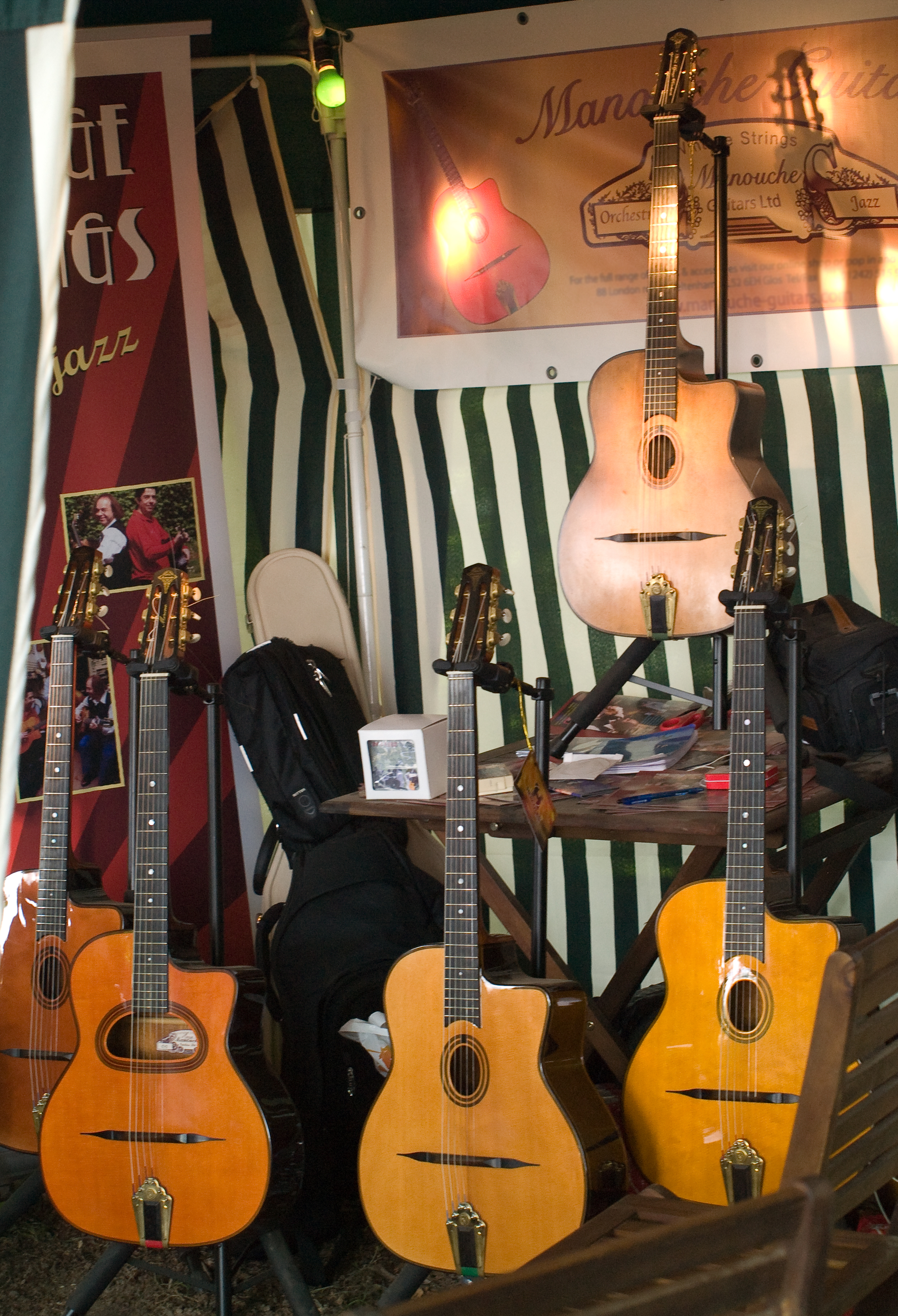
Chitarre Selmer Maccaferri. Da notare i fori sonori distintivi e i ponti di legno "fluttuanti" (non avvitati sul corpo, ma tenuti dalla pressione della corda).

Reinhardt e la sua band hanno utilizzato una gamma di modelli di chitarre disponibili in Francia, ma la più importante era la chitarra Selmer (aka Selmer-Maccaferri o chitarra Maccaferri) progettata e firmata da Mario Maccaferri; Maccaferri si separò da Selmer nel 1933 e in seguito i modelli furono conosciuti come "Selmer". Queste chitarre sono state realizzate in due prime versioni, la prima con un grande buco a forma di "D", e successivamente modelli con un buco più piccolo a "O". I modelli successivi sono considerati i più adatti per suonare la chitarra. Negli anni 2010, i design basati su questo modello sono abbastanza popolari da essere commercializzati come "chitarre jazz gitane" e sono le chitarre di scelta per la maggior parte dei praticanti dello stile a causa della loro reattività e particolari caratteristiche tonali.
Il contrabbasso è lo strumento dal tono basso nel jazz gitano. Il basso viene utilizzato principalmente per una sezione ritmica, un ruolo di accompagnamento, l'esecuzione di linee di basso ambulanti, parti "a doppio sentimento" in cui la radice e la quinta (o talvolta un altro tono di accordo) vengono suonate come note da un quarto sul primo e terzo battito, rispettivamente, e per le ballate, un mix di note intere e mezze note. Viene in gran parte pizzicato con le dita, ma in alcuni brani viene utilizzato l'arco, sia per radici di stacatto e quinte in "due sensi" o, su una ballata, per note basse sostenute. Su alcune canzoni, ai bassisti può essere assegnato un assolo improvvisato. Alcuni bassisti jazz gitani colpiscono la tastiera con le dita tra le note pizzicate, creando uno stile perusscussivo chiamato slap bass, diverso dallo stile di basso degli anni '70 con lo stesso nome. 

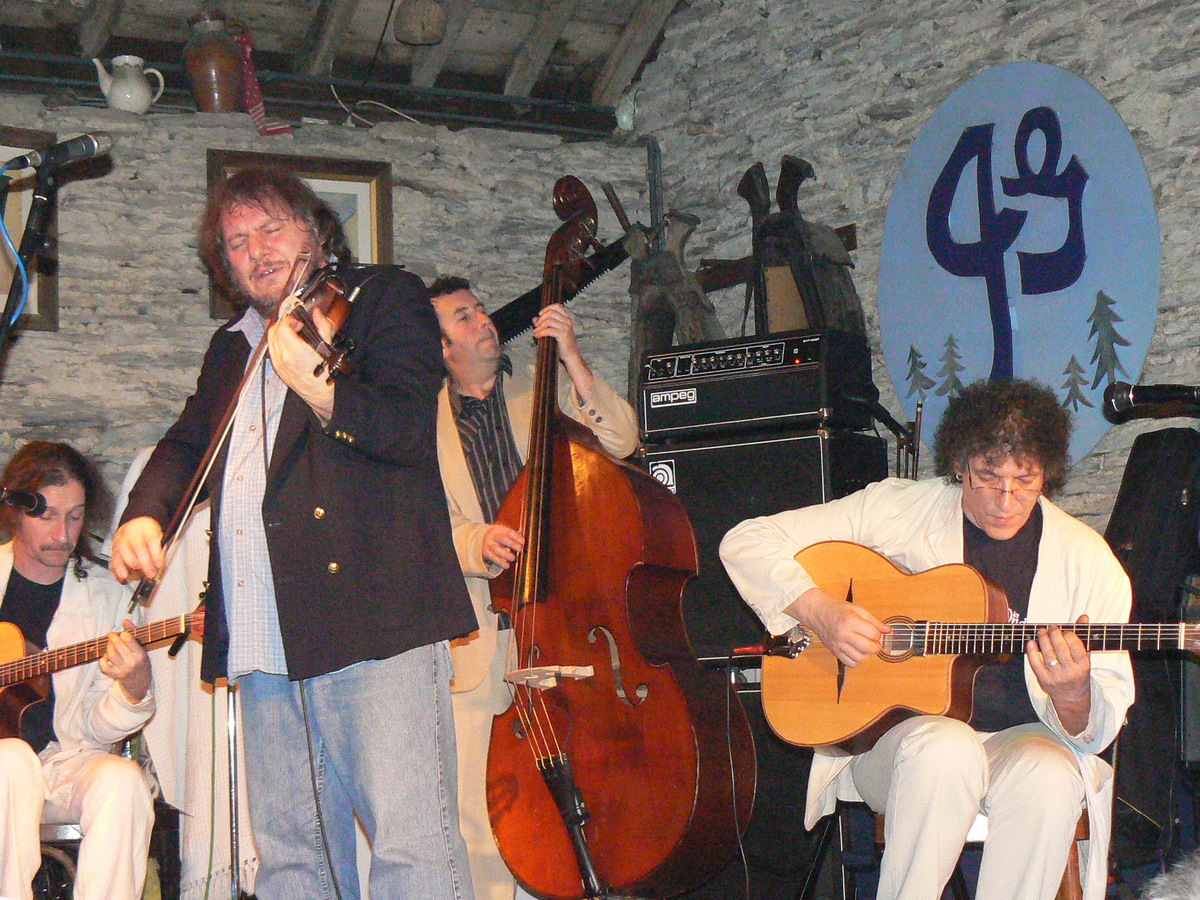
Il violinista belga Yves Teicher e il Chorda Trio alla Ferme de la Madelonne a Gouvy (Belgio) durante le Djangofolllies del 2007.

Nella musica gitana dell'Europa orientale (che a volte può includere un elemento jazz), la sezione ritmica è coperta da uno o due piatti, o (meno frequentemente) un cembalo e / o batteria e una chitarra acustica (la tecnica di accompagnamento dei cimbali è chiamata in rumeno ţiitură"). Un contrabbasso completa questi ensemble dell'Europa orientale.

## Tecniche

### Ritmica

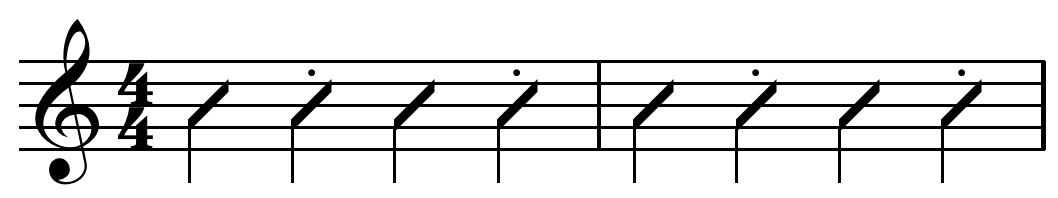
La Pompe.

La chitarra ritmica nel jazz zingaro usa una forma speciale di strimpellamento conosciuta come "la pompe", cioè "la pompa". Questa forma di ritmo percussivo è simile al boom-chick" negli stili bluegrass; è ciò che dà alla musica la sua sensazione di oscillazione rapida, e molto spesso enfatizza i battiti due e quattro; una caratteristica vitale dello swing. La mano che strimpella, che non tocca mai la parte superiore della chitarra, deve fare una rapida ascesa verso il basso seguita da una caduta in basso. La parte su-giù della pompa deve essere eseguita in modo estremamente veloce, indipendentemente dal tempo della musica. È molto simile a una nota di grazia nella musica classica, anche se viene utilizzato un intero accordo. Questo pattern viene di solito suonato all'unisono da due o più chitarristi nella sezione ritmica.

### Armonia
Un altro aspetto importante di questo stile musicale si basa sulle forme degli accordi che Django è stato costretto a usare a causa della sua ferita. Gli accordi standard per sbarre non sono così comuni nel jazz gitano. Gli accordi maggiori e minori standard non vengono quasi mai suonati e vengono invece sostituiti dagli accordi di settima, di sesta e di 6/9. La risonorizzazione gitana è spesso mirata a dare una sensazione minore anche quando una canzone è in una chiave maggiore, ad esempio la sostituzione di un accordo di sesta minore con uno di settima dominante. Anche gli accordi di settima dominante vengono modificati abbassando il grado 9 e 13 della scala. Le canzoni jazz gitane usano accordi semidiminuiti per precedere gli accordi di settima dominante in chiave minore.

### Conduzione
La conduzione in questo stile è stato riassunto come ornato arpeggio o decorati. Le decorazioni spesso introducono cromatismo, ad esempio mordenti e trilli. Particolarmente caratteristica è una figura in cui le note successive di un arpeggio sono precedute ciascuna da una nota di grazia simile all'appoggiatura di un semitono in basso. Altre decorazioni includono tremolo e archi sulla chitarra, staccato (o pizzicato sul violino), note fantasma, armoniche, ottave, doppi arresti ecc.
Gli arpeggi sulla chitarra sono in genere eseguiti come pattern che vanno in diagonale dai tasti inferiori sulle corde inferiori ai tasti superiori sulle corde superiori. Tali schemi tendono ad avere non più di due note fermate per corda, in relazione al fatto che Django poteva articolare solo due dita sulla sua mano.
Le scale comunemente usate, oltre agli arpeggi, includono la scala cromatica, la scala minore melodica, la modalità dorica e la scala ridotta.
Le esecuzioni cromatiche vengono spesso eseguite molto rapidamente su più di un'ottava. Una tecnica particolarmente caratteristica è il glissando, in cui il chitarrista fa scivolare un dito lungo una corda, con un tremolo a tempo preciso che rileva le singole note, al fine di ottenere un suono veloce e virtuosistico. Esecuzioni ridotte, in cui la forma di un settimo accordo diminuito viene suonata in tutte le inversioni, una dopo l'altra, è un'altra tecnica jazz gitana diffusa. Gli arpeggi settimi diminuiti sono usati anche sugli accordi settimi dominanti (ad esempio: se viene riprodotto un A7, verrebbe riprodotta una corsa ridotta a partire da C#, creando un suono A7b9 sull'accordo dominante). I chitarristi spesso intervallano la melodia suonando con una serie di accordi percussivi tipo flamenco per creare un assolo vario.
La tecnica del plettro del jazz gitano è stata descritta come simile alla raccolta economica. Le note sulla stessa corda vengono suonate alternativamente, ma quando si passa da una corda all'altra, la tecnica tradizionale consiste nell'utilizzare un tratto discendente. Ad esempio, passando dalla stringa G a quella B, il plettro si sposterà nella stessa direzione e si fermerà sulla stringa E. Il tratto verso il basso è preferito a causa del volume e del tono. Mentre questa tecnica di raddoppiare i colpi varia tra i giocatori, la tecnica di Stochelo Rosenberg è un ottimo esempio.

## Repertorio
Il jazz gitano ha il suo set di standard spesso suonati, che sono abbastanza distinti dalle melodie standard del jazz tradizionale. Tuttavia, gli ensemble contemporanei possono adattare quasi ogni tipo di canzone allo stile. Gli standard swing gitani includono successi jazz degli anni '20 e '30, come " Limehouse Blues " e " Dinah "; Numeri Bal Musette, spesso valzer; composizioni originali di Django Reinhardt, come " Nuages " e " Swing 42 "; composizioni di altri importanti suonatori gitani; e versioni jazz di canzoni gitane, come " Dark Eyes ". Gran parte del repertorio è in tonalità minori e le modalità minori doriche e armoniche sono spesso ascoltate, conferendo alle melodie un suono distintamente scuro e modale che contrasta con lo stile di performance uptempo e vivace. Un esempio popolare è la melodia di Django " Minor Swing ", forse la più famosa composizione jazz gitana. Ballate e duetti più lenti possono presentare giochi di rubato ed esotiche armonie.

## Insegnamento
Le prime generazioni di musicisti jazz gitani hanno appreso lo stile con il "metodo gitano", coinvolgendo pratica intensa, imitazione diretta di musicisti più anziani (spesso membri della famiglia) e giocando e imparando "ad orecchio", con scarso studio musicale formale (o, in effetti, educazione formale di qualsiasi tipo). Dalla fine degli anni '70 sono diventati disponibili materiali di studio di tipo più convenzionale come workshop, libri di studio e di metodi e video, che consentono ai musicisti di tutto il mondo di imparare lo stile, i suoi ornamenti idiomatici e il suo linguaggio musicale. Inoltre, canzonieri con la progressione di accordi e melodie degli standard jazz gitani sono diventati disponibili, sia in forma di libro che su siti Web, con questi ultimi a volte solo accordi. I canzonieri semplificano l'apprendimento delle canzoni, perché non è necessario essere in grado di capire gli accordi e le melodie a orecchio.
Dagli anni '90 sono diventati disponibili software come Power Tab Editor e file Band-in-a-Box. Chitarristi illustri in stile gitano che non sono di etnia rom includono John Jorgenson, Andreas Öberg, Frank Vignola, George Cole. I musicisti jazz gitani in tournée includono spesso seminari con spettacoli. I giocatori che hanno scritto guide di studio includono Martin Norgarrd, Tim Kliphuis, Andreas Öberg, Ian Cruickshank, Robin Nolan, Denis Chang, Michael Horowitz, Daniel Givone e Patrick "Romane" Leguidcoq.

## Forme contemporanee

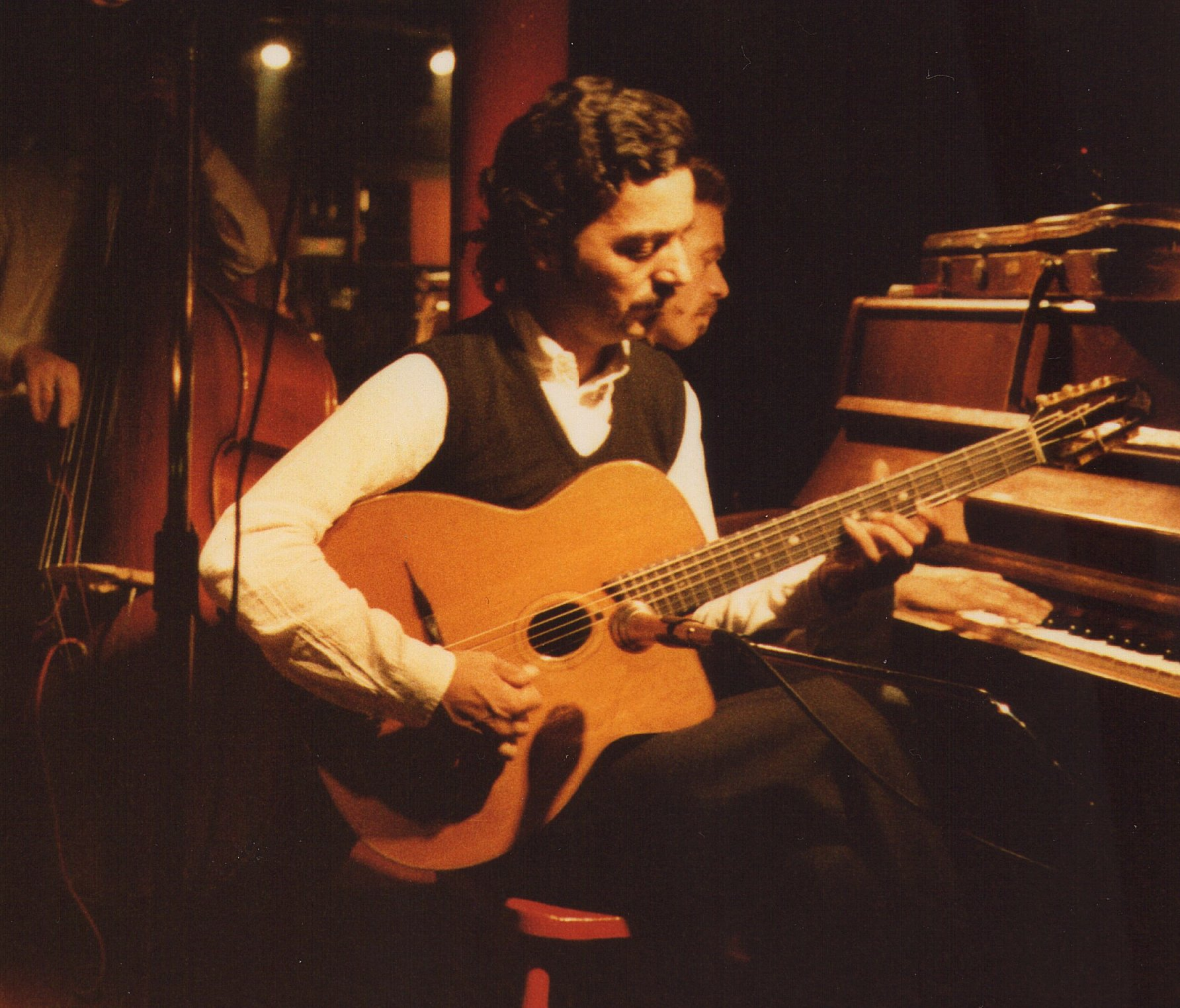
Il chitarrista Fapy Lafertin sul palco a Londra, 1983.

Il pubblico più vasto e il maggior numero di musicisti si trovano ancora in Europa, poiché è qui che ha origine lo stile. Musicisti jazz gitani contemporanei includono Gonzalo Bergara, George Cole, Angelo Debarre, Pearl Django, John Jorgenson, Tim Kliphuis, Biréli Lagrène, Robin Nolan, Stochelo Rosenberg, Paulus Schäfer, Joscho Stephan e Frank Vignola.

### Canada

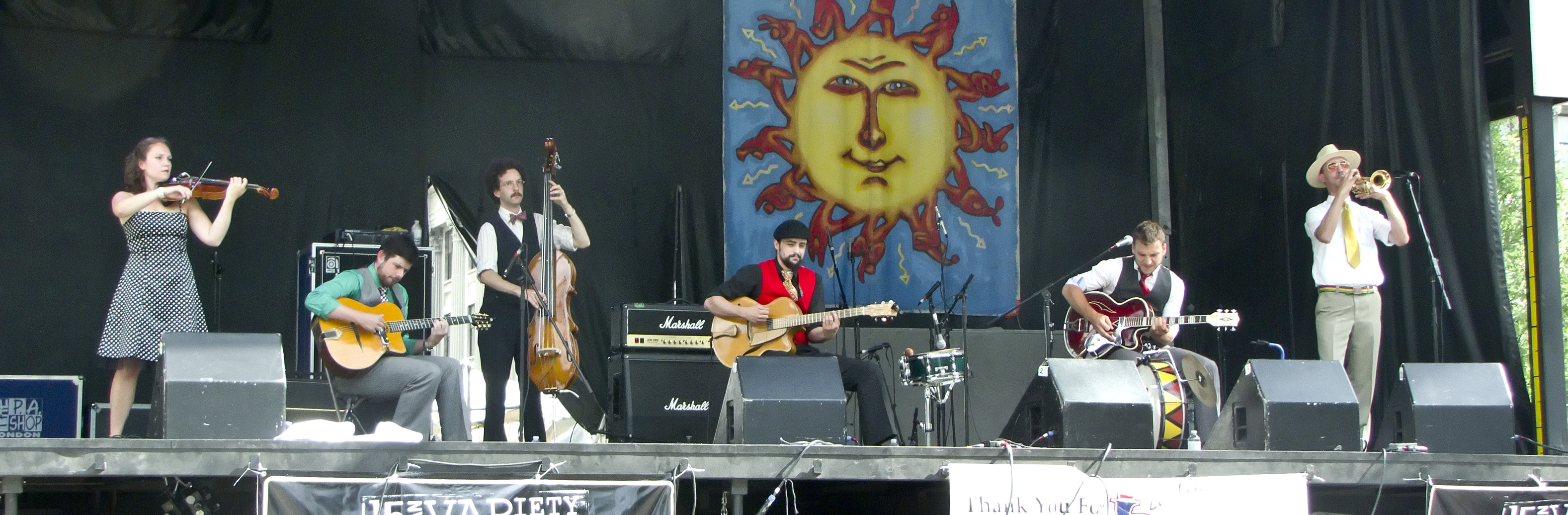
La band della Nuova Scozia Gypsophilia nel 2010.

In Canada, gruppi jazz gitani includono Denis Chang, Gypsy Muse di Justin Duhaime, Gypsophilia, Mishra's Dream, The Lost Fingers, Django Libre e Les Petits Nouveaux. Christine Tassan et les Imposteures è una band jazz Gypsy Manouche fondata nel 2003 a Montréal. Per diversi anni è stato un quartetto interamente femminile. Include ancora quattro musicisti intorno al chitarrista e cantante Christine Tassan.

### Francia
Strumentisti contemporanei Manouche nel Django Reinhardt e Jazz Hot Tradition, ascoltati ogni anno al Festival Django Reinhardt a Samois-sur-Seine, Francia, includono il nipote di Django David Reinhardt, Dorado Schmitt, Tchavolo Schmitt, Jon Larsen, Angelo Debarre, Babik Reinhardt, John Jorgenson, Samson Schmitt, Stephane Wrembel, Biréli Lagrène e Florin Niculescu. Gli ex clienti abituali includevano anche il compianto Mondine Garcia e Didi Duprat. La cantante jazz Cyrille Aimée ha radici nel jazz gitano. La cantante jazz francese Tatiana Eva-Marie esegue musica gitana-jazz combinata con musica swing a Brooklyn, New York.

### Malta
Il violinista George Curmi l-Puse insieme al fisarmonicista Yuri Charyguine, i chitarristi Joshua Bray e Steve Delia d-Delli e il bassista Anthony Saliba l-Fesu hanno creato l'Hot Club Of Valletta nel 2014. Nel 2015 hanno suonato a Valletta e nei dintorni, a volte riferendosi alla musica che suonano come manouche jazz.

### Olanda

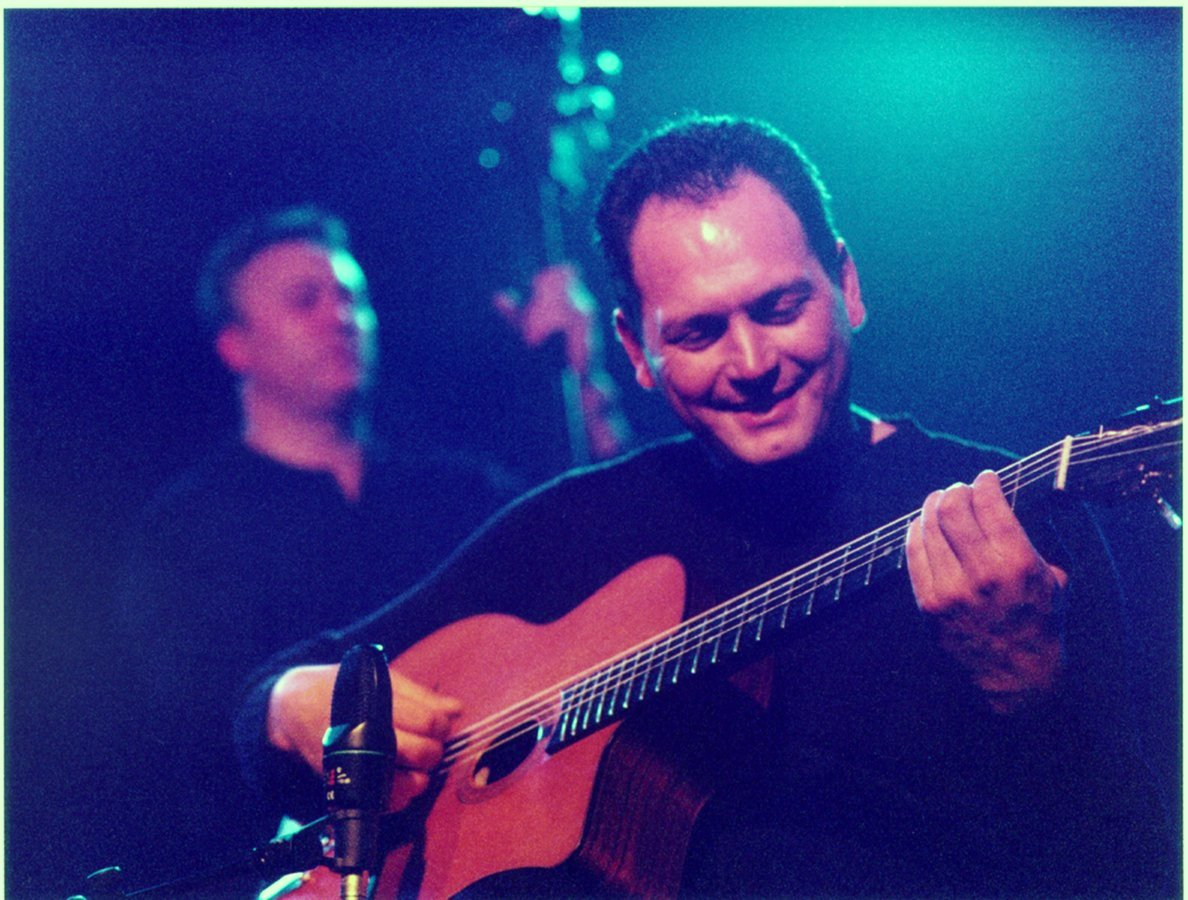
Stochelo Rosenberg si esibisce con il Trio Rosenberg nei Paesi Bassi nel 2002

I chitarristi Sinti olandesi del jazz gitano utilizzano uno stile di canto e tono, vibrato e improvvisazione melodica, noto come la scuola olandese di Gypsy Jazz.

### Romania
Il jazz gitano è diventato famoso in Romania intorno al 1980 per mezzo del sottogenere pop-folk noto come muzică bănăţeană (ovvero musica in stile Banat), ancora praticato fino ad oggi. Ha un approccio diverso alla musica lăutari (folk zingara). Nella muzica bănăţeană, alcuni strumenti tradizionali (kobza, cimbalom) sono sostituiti da chitarre elettriche e sintetizzatori, mentre altri sono mantenuti (violino, fisarmonica, sassofono contralto, taragot), creando così un tipo eclettico di suono (accanto alle combinazioni timbriche inaspettate, contrastanti trame di questi strumenti sono anche presenti). Il repertorio mescola concerti caffè, standard jazz della vecchia scuola, musica folk e pop-folk. Lo stile manouche occidentale viene reinterpretato principalmente attraverso il ritmo sârbă, in realtà molto vicino ad esso, ma sincopato in modo diverso. Nel corso degli anni, la muzica bănăţeană si è progressivamente avvicinata al ritmo Manea, che suona più come la torsione quando ha giocato in stile Banat; tuttavia il sârbă oscillato non fu abbandonato.
La Muzica bănăţeană è stata politicamente censurata per tutto il 1980, in modo che solo le registrazioni bootleg sopravvivessero di quegli anni. Secondo il Ministero della Cultura rumeno, il motivo per cui è stato vietato era la sua natura impura, che minacciava la musica popolare nazionale. Tuttavia, altra musica lăutari è stata ampiamente registrata ed eseguita nella Romania comunista. Dopo la rivoluzione rumena del 1989, numerosi musicisti che non erano stati precedentemente autorizzati a registrare sull'etichetta discografica nazionale Electrecord, videro il loro debutto; ma quella caratteristica eclettica della musica zingara rumena è cambiata in quella che ora viene chiamata "manele" - una musica che non è interamente di origine folk gitana, né è jazz o un altro genere definito. Ci sono molti artisti manele che creano generi ibridi mescolando note e ritmi diversi.
Damian Draghici, nato a Bucarest nel 1970, è un suonatore della pan-pipe rumena. Nel 2006, Draghici ha formato la band "Damian & Brothers - Filarmonika Rromanes". Il 20 marzo 2009, è stato designato dal Presidente della Romania come Ambasciatore della Romania per la minoranza rom nell'Anno europeo delle pari opportunità per tutti. Il 17 dicembre 2009, dopo 3 anni e 600 concerti in Europa, Damian e Brothers hanno tenuto il loro ultimo concerto a Bucarest davanti a un pubblico di 4000 persone.

### Scandinavia
C'è un festival annuale di Django in Norvegia e l'Hot Club de Norvège di Jon Larsen ha sede lì. I chitarristi gitani Andreas Öberg e Gustav Lundgren hanno sede in Svezia. Il costruttore di chitarre gitane Ari-Jukka Luomaranta (AJL-Guitars) ha sede in Finlandia e dirige il suo gruppo Hot club de Finlande, esibendosi con solisti dall'Europa.

### Spagna
Dagli anni 2010, Gypsy Jazz è cresciuto molto velocemente in Spagna con chitarristi come Biel Ballester, Albert Bello e David Regueiro. C'è anche un festival annuale di Django: Festival Django L'H.

### Stati Uniti

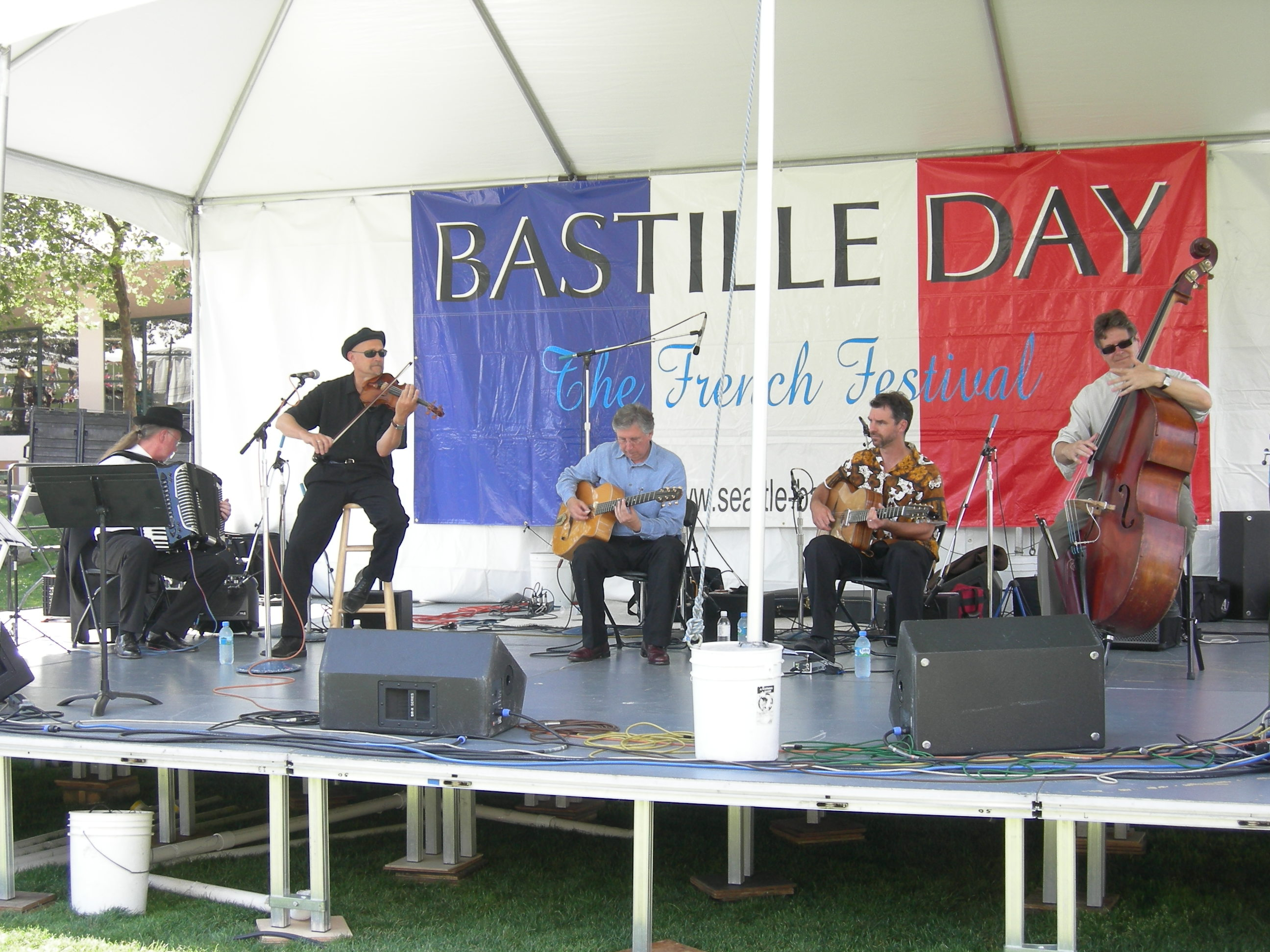
La band americana Pearl Django si esibisce a Seattle. Nota il fisarmonicista sulla sinistra.

"Django in June" è un campo di musica jazz gitana lungo una settimana ("Django Camp"), con cliniche e concerti nel fine settimana. Inaugurato nel 2004, l'evento si tiene nel campus dello Smith College a Northampton, nel Massachusetts. Il Berklee College of Music di Boston, nel Massachusetts, offre un ensemble jazz gitano formato da Jason Anick, il leader del Rhythm Future Quartet. DjangoFest NW si tiene ogni settembre al Whidbey Island Center for the Arts di Langley, nello stato di Washington, che ospita artisti come John Jorgenson, The Rosenberg Trio, Dan Hicks e Pearl Django. In concomitanza con il primo evento DjangoFest, il chitarrista di jazz gitano Don Price ha avviato il primo American Gypsy Jazz Guitar Group per facilitare la popolarità e la diffusione di questo stile negli Stati Uniti. Ogni anno, ad agosto, il Lincoln Center di New York tiene un concerto alla Rose Hall, e il jazz club Birdland di New York tiene una serie di concerti jazz gitani di una settimana a giugno e novembre.
Nel Minnesota, il chitarrista e compositore Reynold Philipsek suona il jazz gitano come musicista solista e con gli spettacoli jazz gitani del Minnesota East Side, The Twin Cities Hot Club e Sidewalk Café. Sempre nell'area delle Twin Cities, la cantante Connie Evingson ha registrato tre album Manouche: "Gypsy in My Soul" (2004) con Pearl Django, Clearwater Hot Club e Parisota Hot Club, "Stockholm Sweetnin '" (2006) con The Hot Club of Sweden e "All the Cats Join In" (2014) con il John Jorgenson Quintet. George Cole e il suo gruppo Vive Le Jazz sono stati in tournée a livello nazionale, di recente hanno suonato alla Carnegie Hall nel 2008. La sua musica gitana ispirata al jazz è stata scelta per una vetrina dei Grammy. Suona un Selmer 520 originale che Django Reinhardt usava in tournée in Francia negli anni '40.
A Brooklyn, New York, musicisti francesi tra cui la cantante Tatiana Eva-Marie degli Avalon Jazz Band si sono esibiti in un jazz gitano mischiato allo swing americano.